# Stora Skuggan

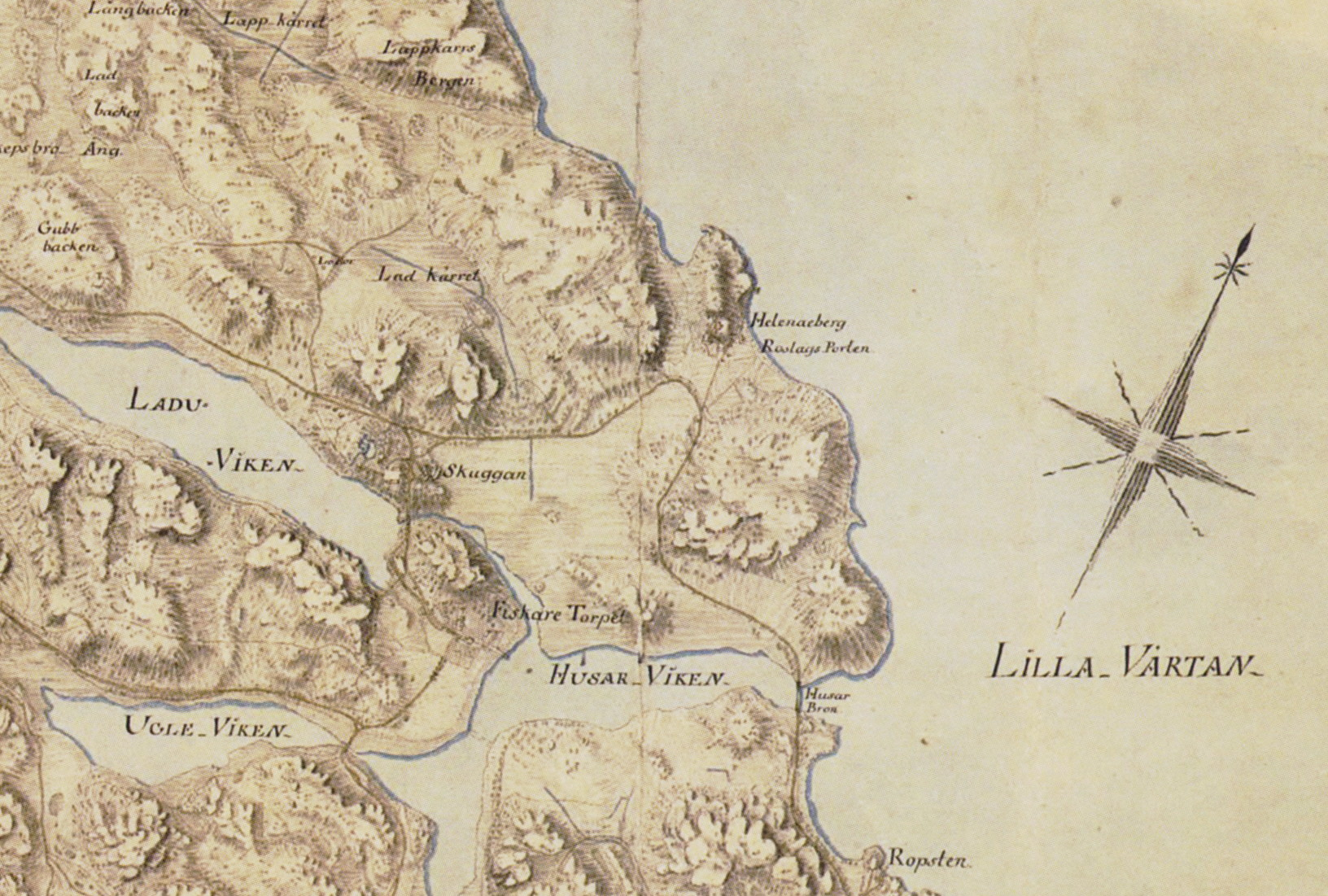
Området Stora och Lilla Skuggan, 1794.

Stora Skuggan är ett historiskt område i Kungliga nationalstadsparken på Norra Djurgården i Stockholm. Här finns några kulturhistoriskt värdefulla byggnader, bland annat Engelska villan och Åttkanten som båda är byggnadsminnen sedan 1935.

## Historik

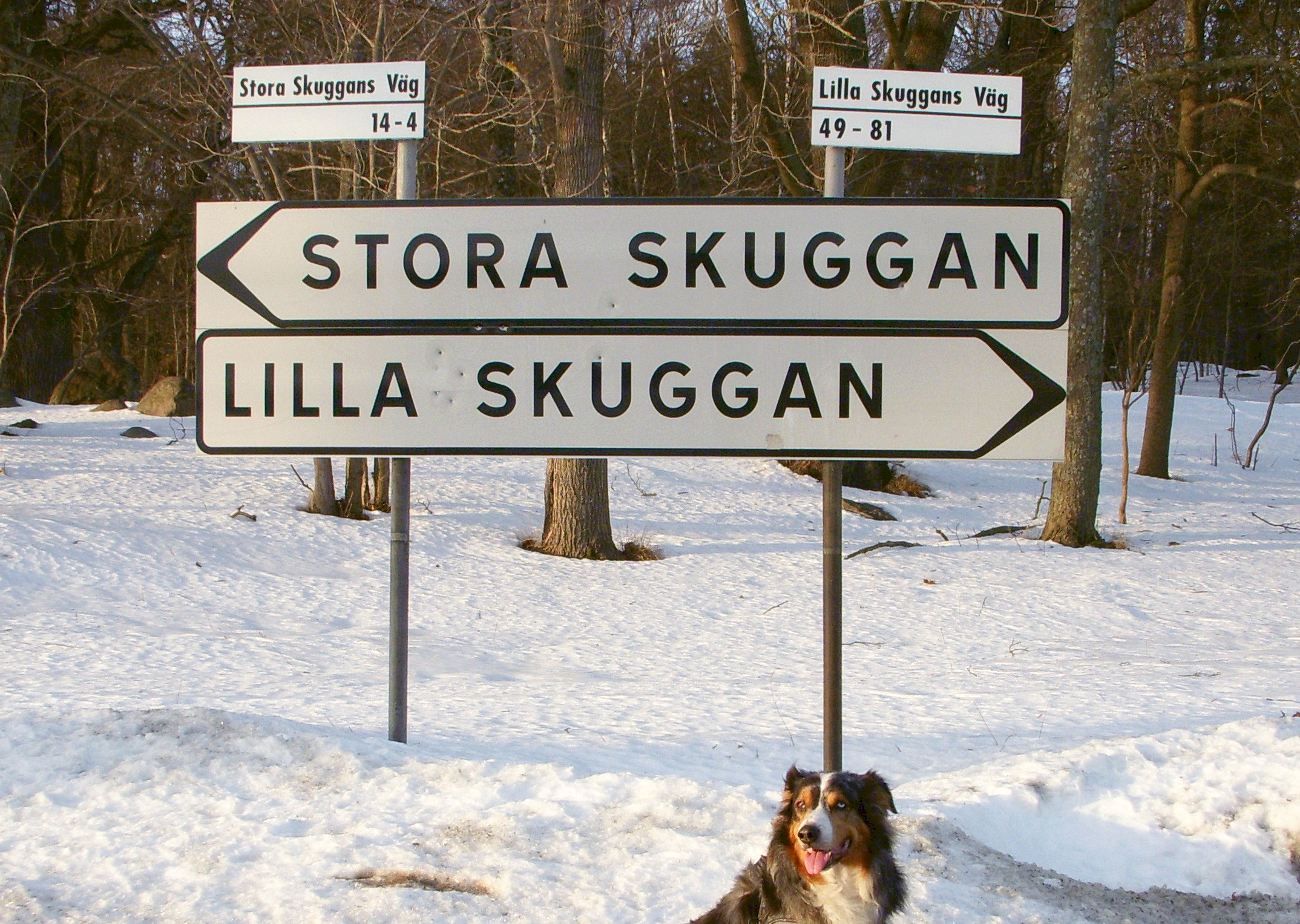
Till Stora Skuggan och Lilla Skuggan.

Stora Skuggan är ursprungligen namnet på gården norr om Laduviken, men avser nu även friluftsområdet mellan värdshuset Stora Skuggans wärdshus och Stora Skuggans 4H-gård. Här finns också ett koloniområde (Koloniföreningen Söderbrunn) och Kungliga Djurgårdens Förvaltning med kansli. Det finns ytterligare en krog på Stora Skuggan, Lilla Nyckelvikskrogen från 1740-talet. Den stod ursprungligen i Nacka men fraktades till Stora skuggan i slutet av 1950-talet. 
Nära den gamla krogen, norr om Laduviken, ligger Engelska villan som man förmodar ritades av Louis Jean Desprez på uppdrag av Abraham Niclas Edelcrantz, en av Gustav III:s närstående medarbetare vid hovet och en av initiativtagarna till Kungliga Skogs- och Lantbruksakademien. På en liten kulle återfinns Stora skuggans mest i ögon fallande byggnad, den så kallade Åttkanten, ursprungligen en orangeribyggnad i vilken Edelcrantz lär ha inredd ett växthus för palmer. Namnet "Stora Skuggan" eller "Skuggan" gavs av Edelcrantz som också skötte Gustav III:s handkassa och var hans sekreterare. Edelcrantz sade till sina medarbetare beträffande de konungsliga räkningar som inte bedömdes vara någon brådska med att betala, att dessa "lägger vi i skuggan". Edelcrantz nyttjade Stora Skuggan till sin död 1821. 

## Omgivningen

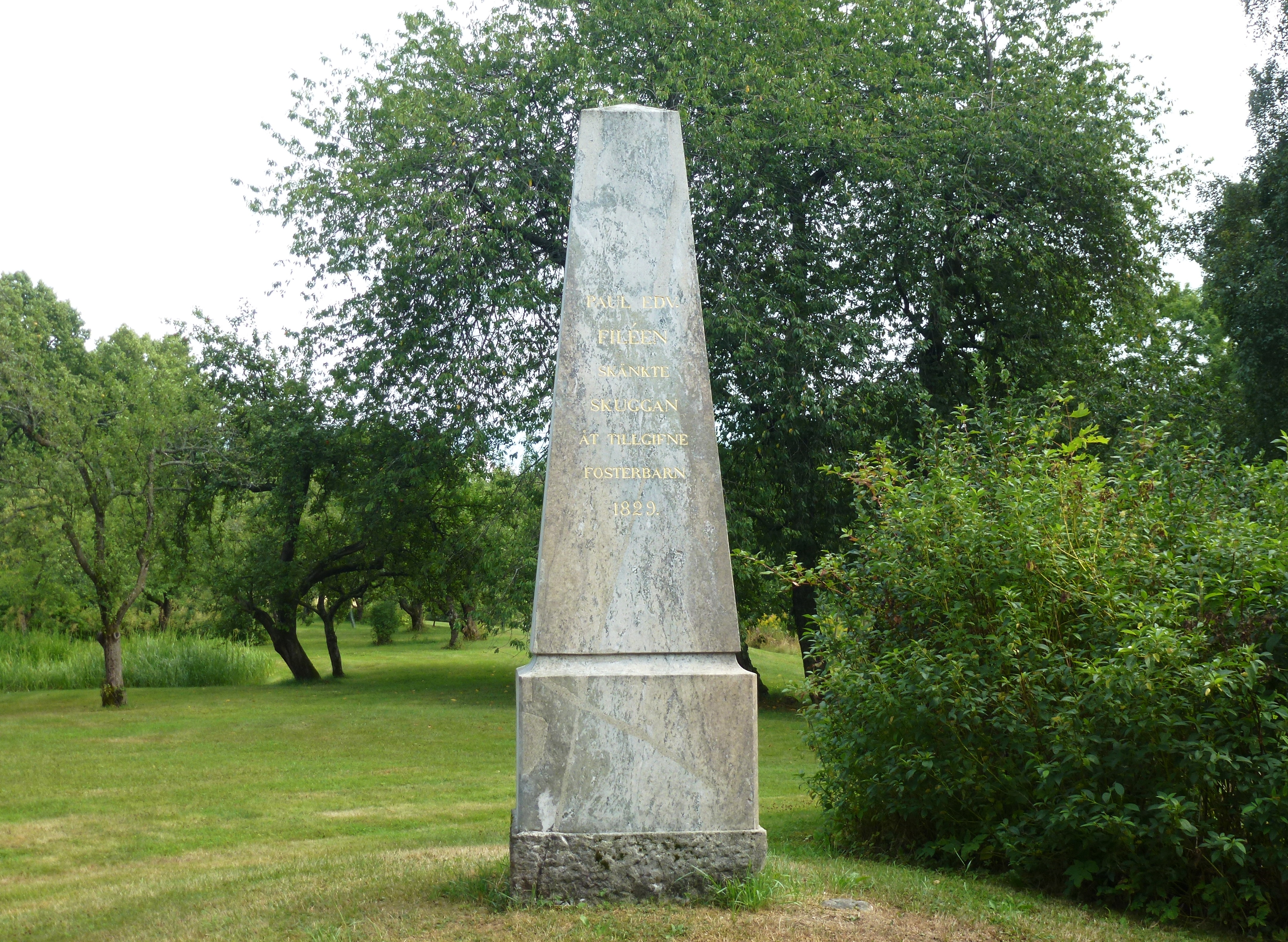
Edelcrantzmonumentet.

I parken står en obelisk i kolmårdsmarmor, det så kallade Edelcrantzmonumentet, som restes av Paul Edvard Filéen,  Edelcrantz efterföljare. Inskriptionen lyder: ”Abrah. Nicl. Edelcrantz Gaf Åt Dessa marker Odlingen Byggnader Namnet”. På antra sidan står: ”Paul Edv. Filéen Skänkte Skugga Åt Tillgifne Fosterbarn 1829”.
Inom området fanns en gång Stora Skuggans skjutbanor för Stockholms Stads frivilliga skarpskytteförening. Där och på närbelägna Kaknäs skjutbanor tävlade man i skytte vid Olympiaden 1912. Från den tiden är en gråstensmur bevarad, som är den tidigare 600-metersvallen för skyttebanan vid Stora Skuggan. År 1978 lades verksamheten ner efter motstånd från allmänheten och myndigheter.
Söder och öster om Laduviken finns rester av Norra Djurgårdens stridsvagnsspärr i form av så kallade betongpianon bevarade. Spärren var en del av Stockholms inre H-linje (huvudförsvarslinje) på Norra Djurgården och anlades under slutet av andra världskriget. Linjen gick från Brunnsviken i väst till Husarviken i öst, en sträcka på knappt tre kilometer.

## Bilder

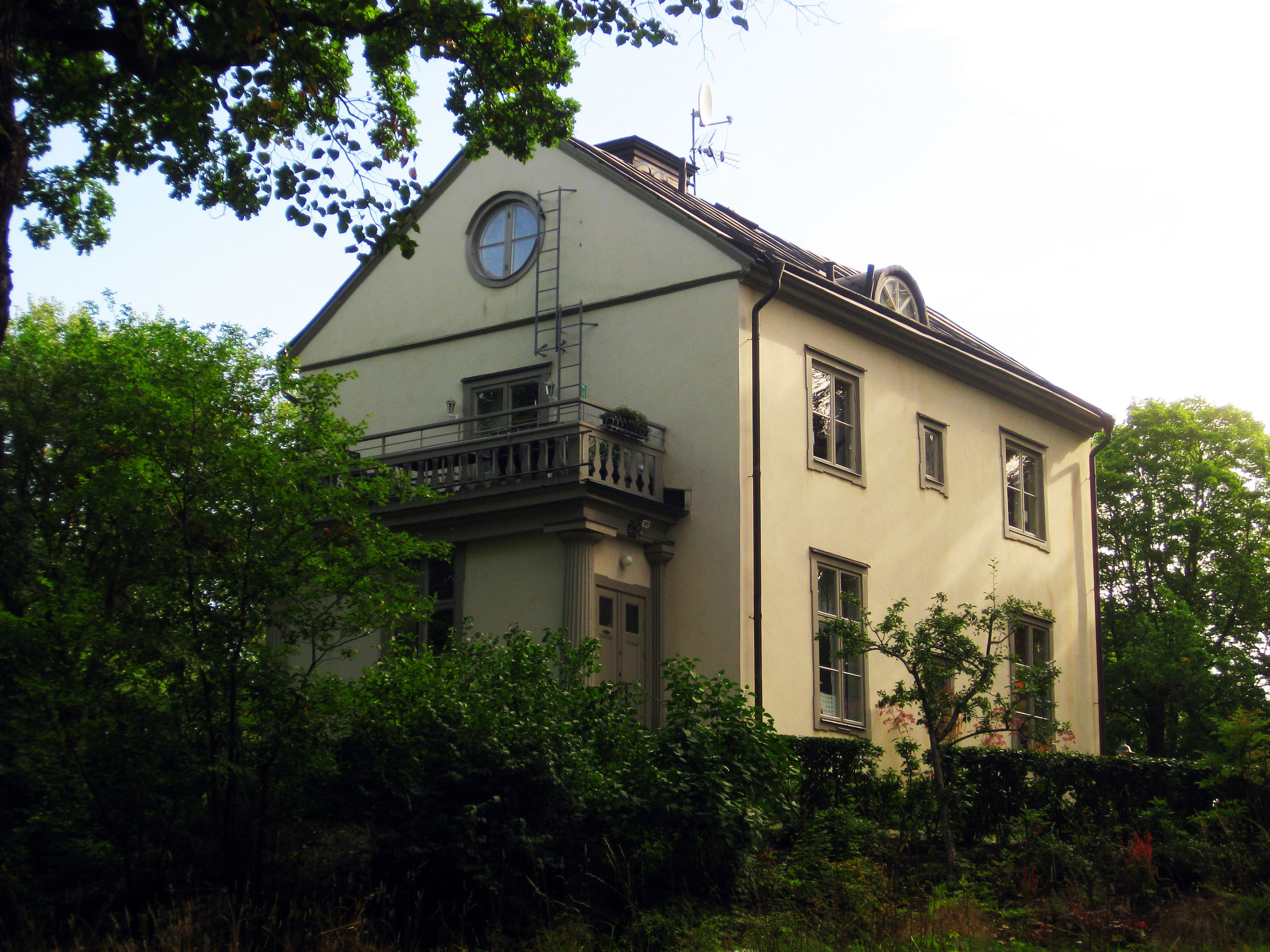
Engelska villan
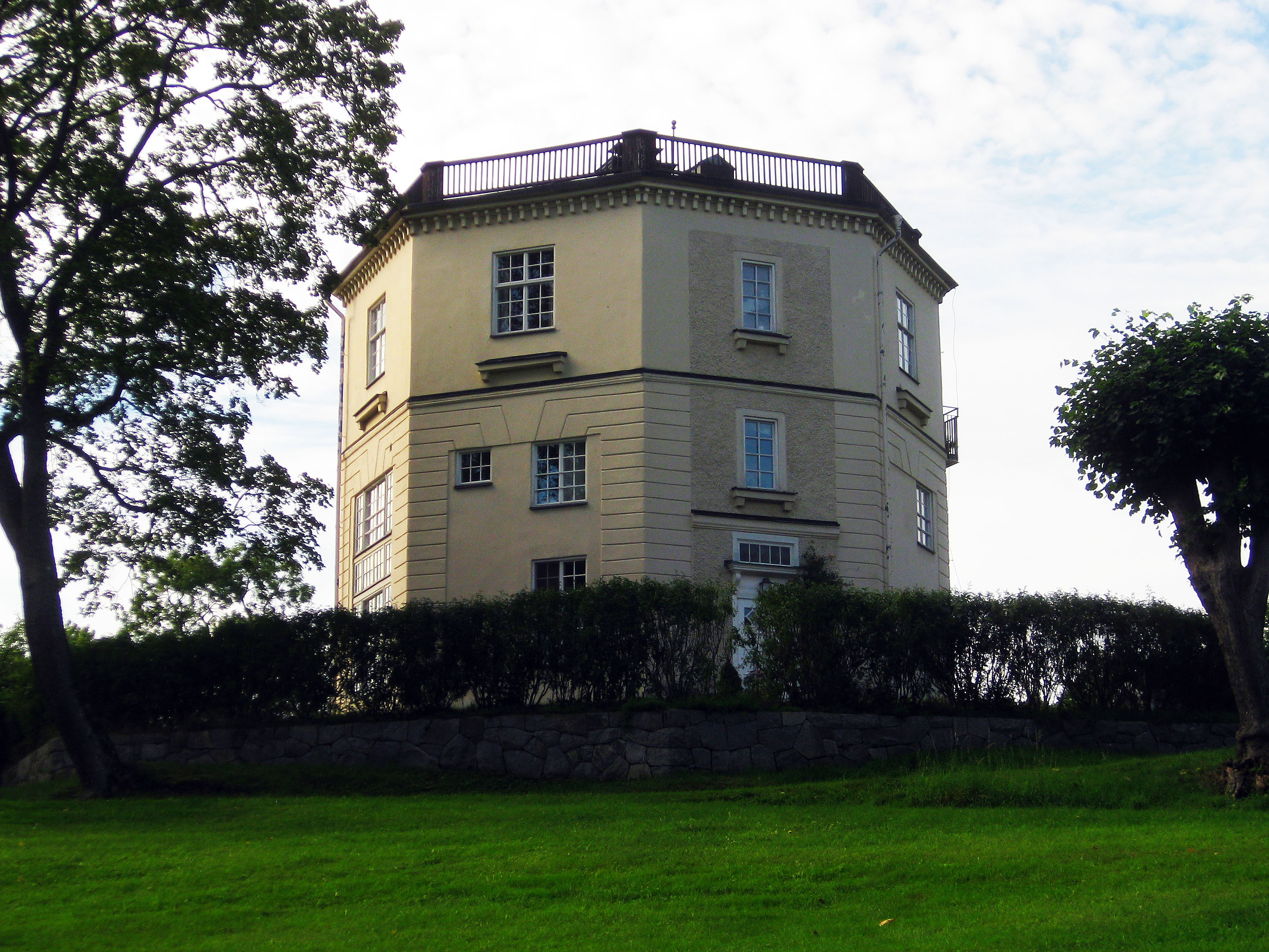
Åttkanten
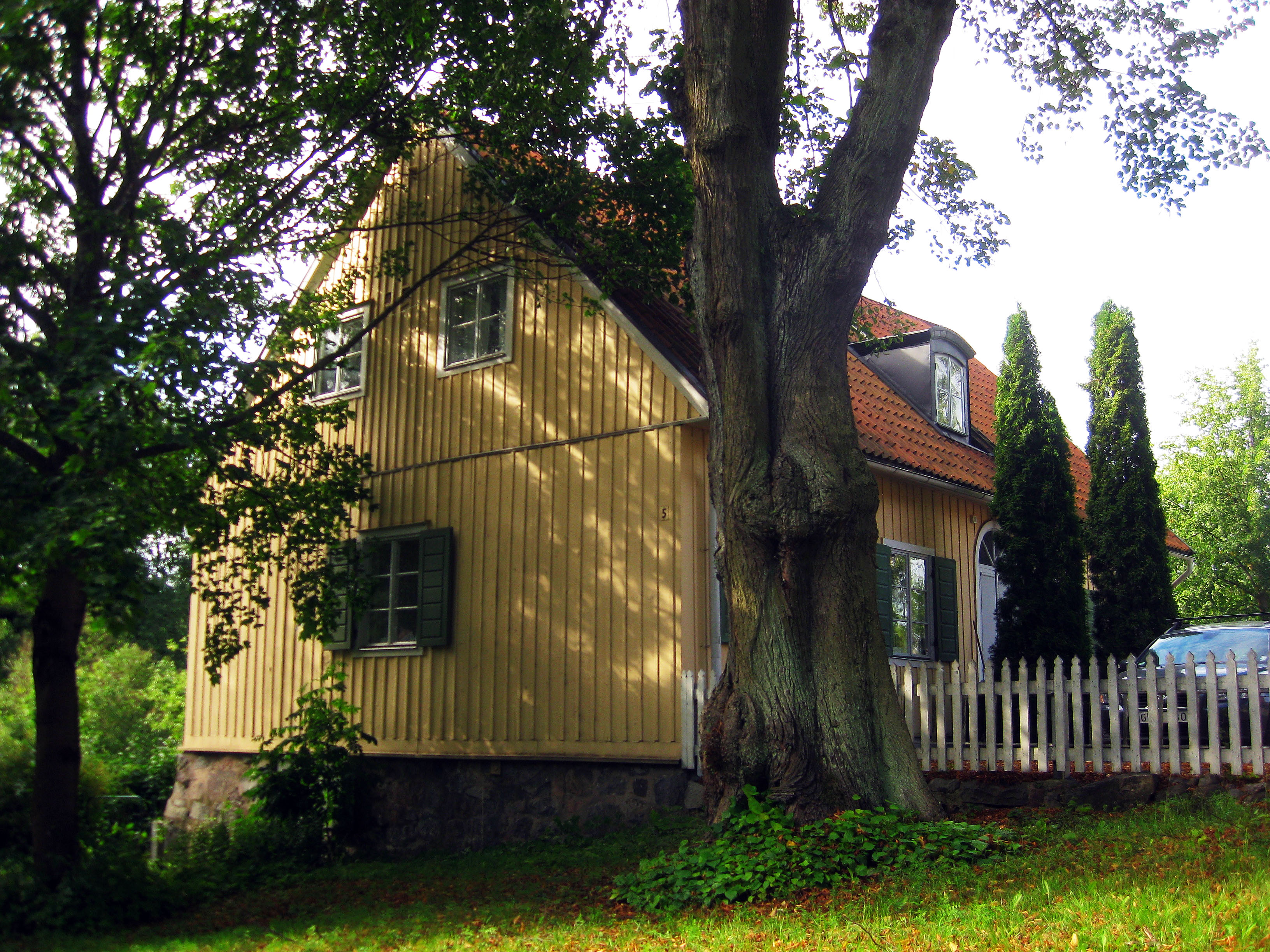
Stora Skuggan hus nr 65
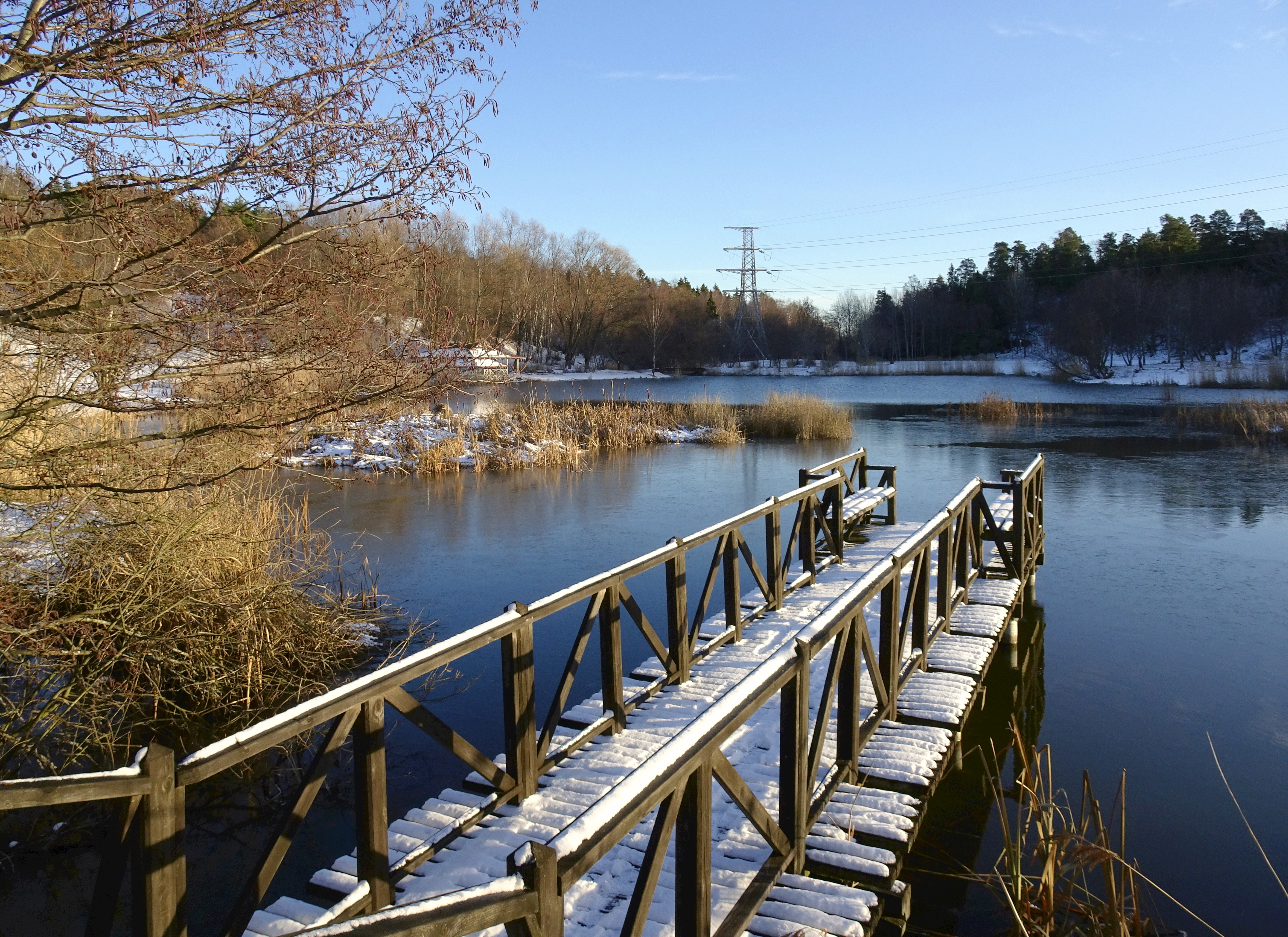
Solfångardammen
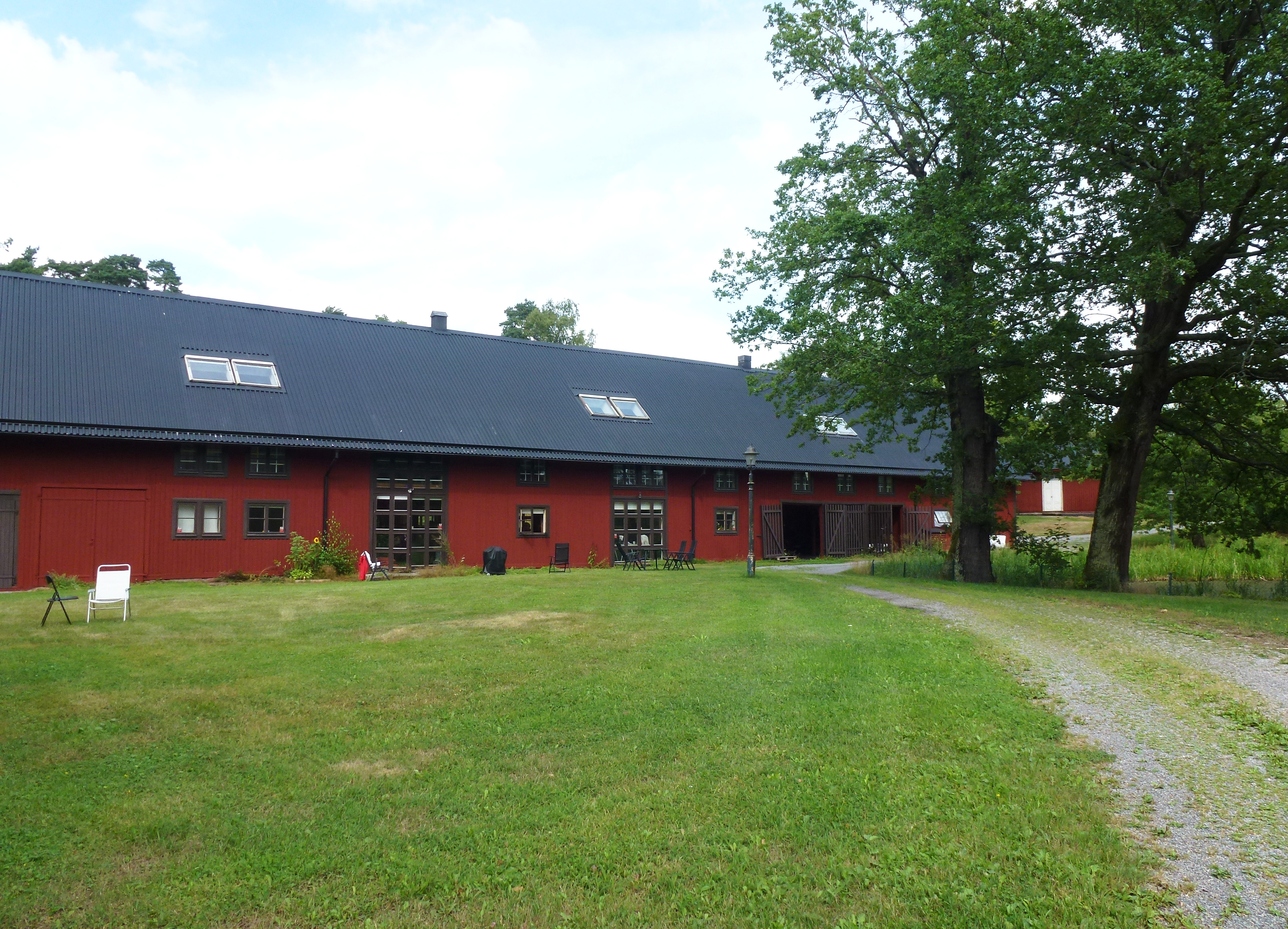
Vinkelladan
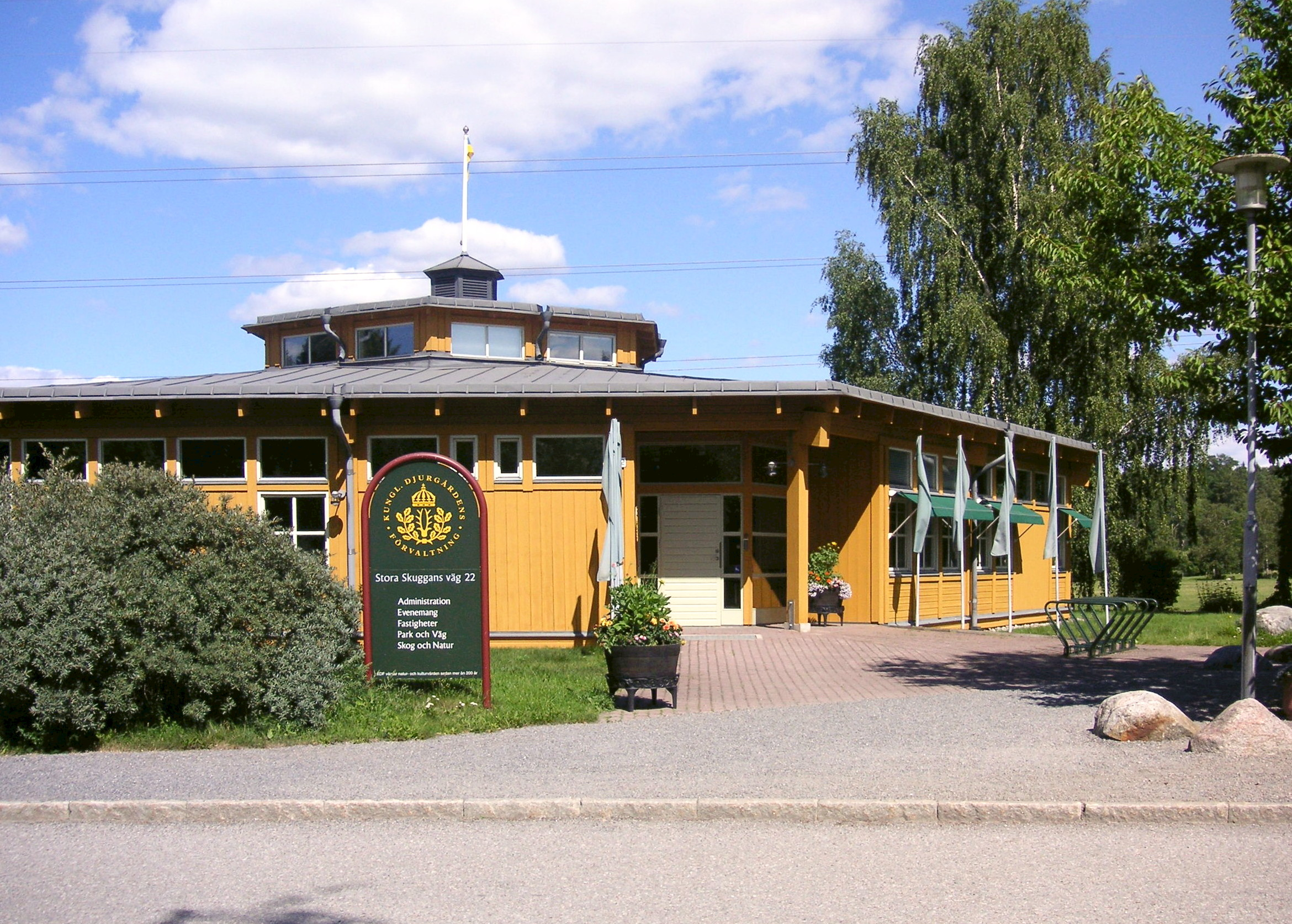
Kungliga Djurgårdens Förvaltning
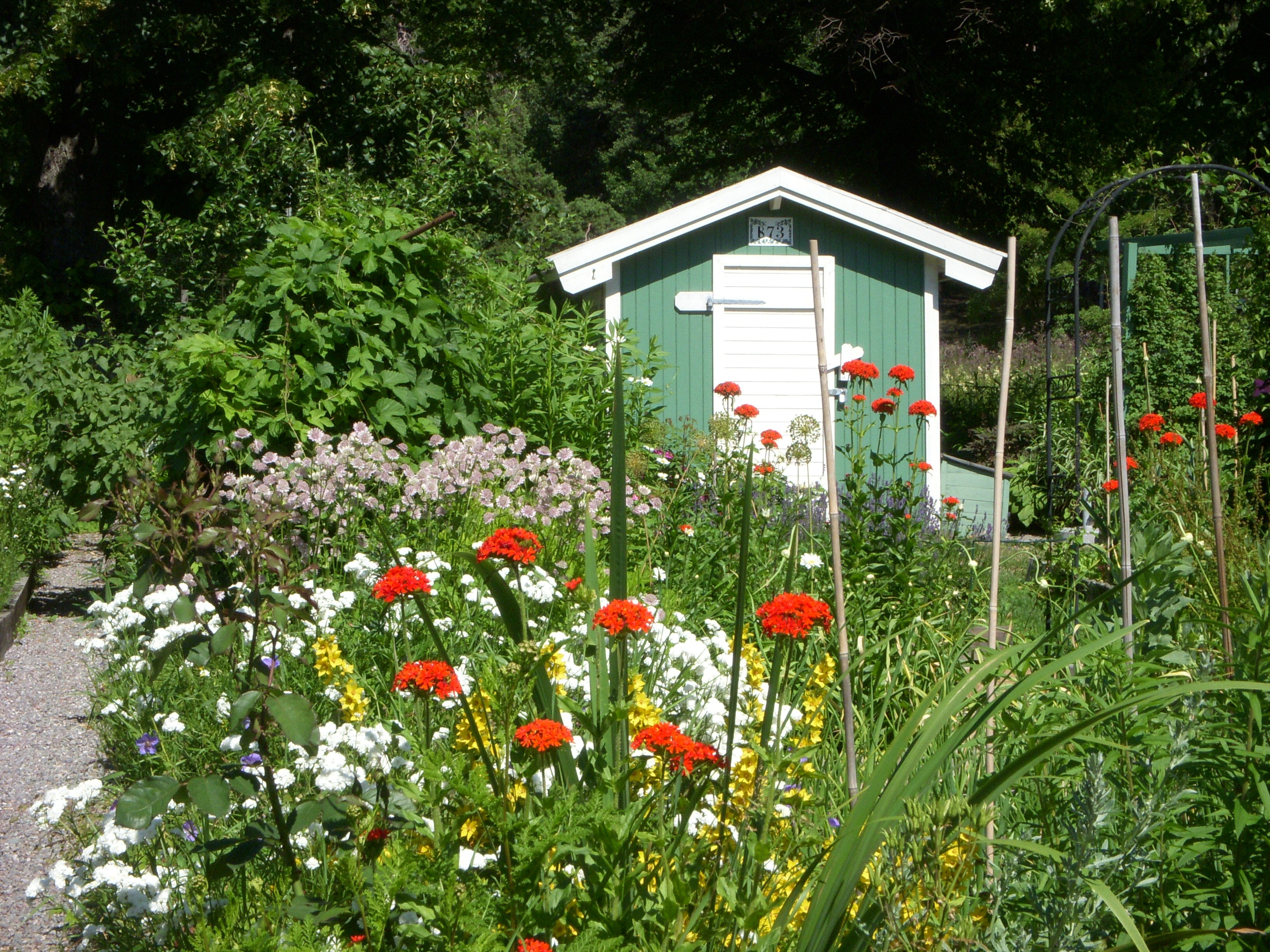
Koloniföreningen Söderbrunn
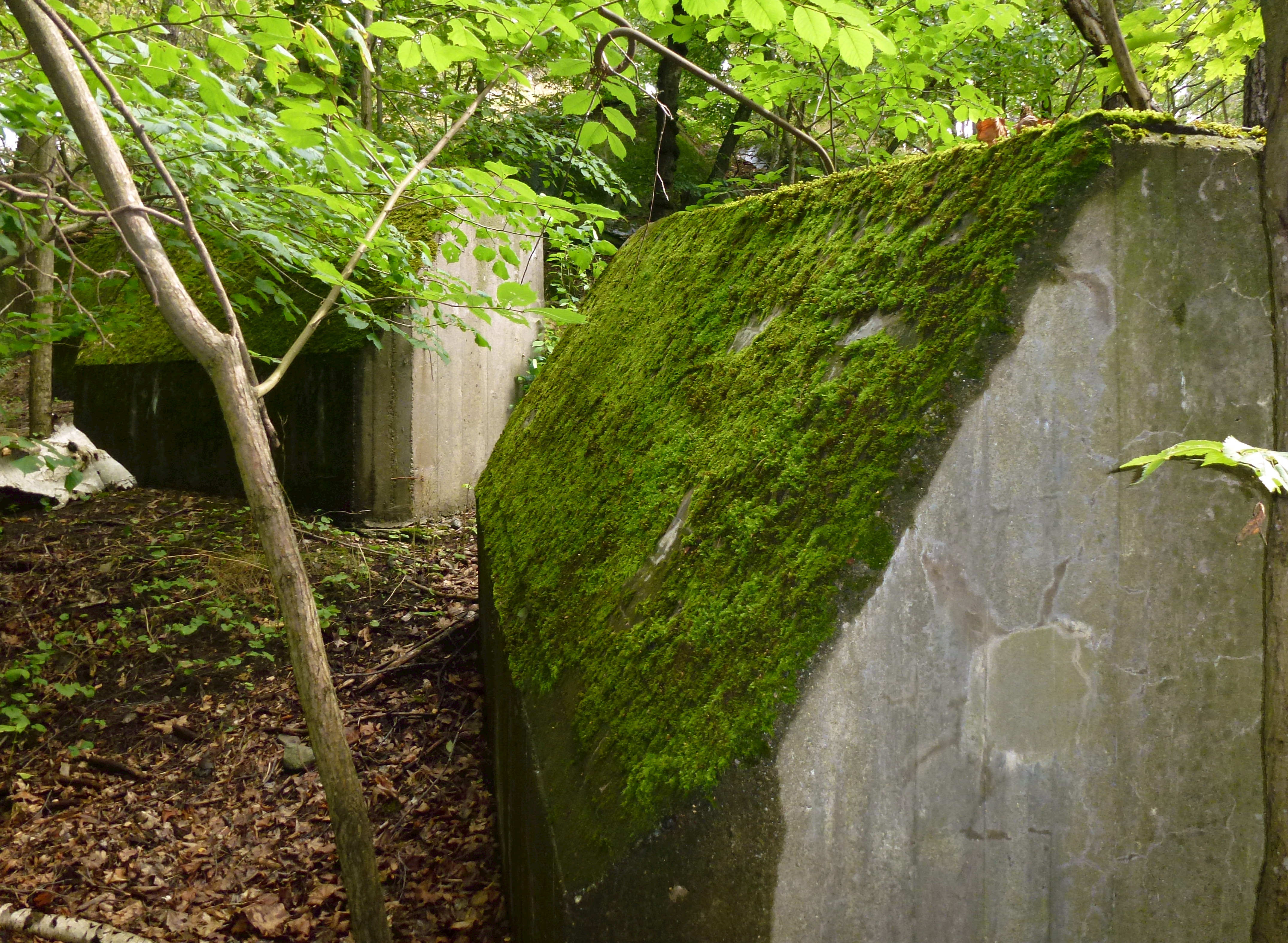
Norra Djurgårdens stridsvagnsspärr vid Stora Skuggan